# Cohors XXXIII Voluntariorum
Die Cohors XXXIII [Voluntariorum] civium Romanorum (deutsch 33. Kohorte [der Freiwilligen] der römischen Bürger) war möglicherweise eine römische Auxiliareinheit. Sie wird aufgrund einer unsicheren Lesung einer zweisprachigen griechisch-lateinischen Inschrift erschlossen, ihre Existenz ist also nicht gesichert.